# Semiocladius crassipennis
Semiocladius crassipennis är en tvåvingeart som först beskrevs av Frederick Askew Skuse 1889.  Semiocladius crassipennis ingår i släktet Semiocladius och familjen fjädermyggor. Inga underarter finns listade i Catalogue of Life.